# Marcia Barrett
Marcia Barrett, née le 14 octobre 1948 à Paroisse Sainte-Catherine, est une chanteuse jamaïcaine.
Elle est surtout connue pour avoir fait partie du groupe Boney M., créé par le producteur Frank Farian (années actives : 1975 à 1986). Elle a participé à tous les hits du groupe, en particulier en tant que chanteuse sur des titres comme Ma Baker, Rasputin et Gotta Go Home. C'est elle qui chantait le titre Belfast, l'une des rares chansons du groupe Boney M. où elle était la chanteuse principale. Liz Mitchell, qui l'accompagnait sur scène était la chanteuse principale.